# 李若星
李若星（？—1649年），字奎壁，一字紫垣，號燦巖，河南汝宁府息县城关鎮人，明末政治人物，進士出身。

## 生平
自幼勤学，万历三十一年癸卯科举人，三十二年（1604年）中甲辰科进士，授直隸武强县知县，调真定县。三十八年考选，四十年授广东道御史，四十一年山西巡按，四十三年闰八月升福建参议，后患病辞官归。天启元年十二月起陕西兵粮道右参议，二年五月升尚宝司少卿，本年十一月升大理寺左寺丞，三年三月升右少卿，本年五月升都察院右佥都御史、巡抚甘肃。天启五年（1625年）三月，因得罪魏忠贤，被革职为民，六年发配廉州（今广西合浦县）。
崇祯元年（1628年），起用为总督河道兵部右侍郎，二年加從二品服俸，三年解任，四年丁憂。復除工部右侍郎兼右佥都御史。崇禎十一年（1638年）以兵部右侍郎等职总督两湖、川、云、贵五省军务、兼巡抚贵州。
明亡後寄寓贵州黔阳。永曆帝在武冈（今湖南境），召李若星为吏部尚书，为劉承胤所掣制，不久即解官去，隨永曆帝逃亡靖州，清軍孔有德攻破靖州，死于亂軍之中。

## 延伸阅读
[在维基数据编辑]
 《明史卷二百四十八》，出自《明史》

| 官衔                 | 官衔                          | 官衔                 |
| -------------------- | ----------------------------- | -------------------- |
| 前任： 薛承教        | 明朝真定縣知縣 1605年－1610年 | 繼任： 李聯芳        |
| 前任： 瞿式耜 （署） | 南明吏部尚書 1647年           | 繼任： 侯偉時 （署） |